# Fondo unico di giustizia
Il Fondo unico di giustizia è un fondo a disposizione del governo italiano, gestito da Equitalia Giustizia S.p.A..

## Storia
Il Fondo unico di giustizia è stato istituito con l'articolo 61, comma 23, del Decreto Legge 112/08 convertito in Legge 133/08 per ricevere le somme di denaro e gli altri proventi relativi a titoli a portatore, crediti pecuniari, conti correnti, libretti di deposito, etc., ed ogni altra attività finanziaria a contenuto monetario o patrimoniale sequestrati e/o confiscati nell'ambito di procedimenti penali, dell'applicazione di misure di prevenzione o di irrogazione di sanzioni amministrative. Confluiscono qui anche somme sequestrate dall'Agenzia delle Dogane e dalla Guardia di finanza nell'ambito delle attività di controllo sul denaro contante in entrata e in uscita ai confini comunitari, i depositi giacenti da 5 anni presso Poste e banche nell'ambito dei processi civili e non reclamati e le somme che, al termine delle procedure fallimentari, non saranno state riscosse dai creditori.
Restano comunque fuori dal fondo altre somme riconducibili all'attività giudiziaria o di repressione degli illeciti: crediti relativi alle spese di giustizia (es. recupero delle spese nei casi di ammissione al patrocinio a spese dello Stato; recupero delle spese processuali penali), pene pecuniarie (multe e ammende), spese di mantenimento dei detenuti, la cui riscossione è disciplinata dal Testo unico delle spese di giustizia.

## Ammontare e destinazione del Fondo[1]
Prima dell'istituzione di questo Fondo, queste risorse giacevano inutilizzate non gestite presso Poste Italiane e gli altri istituti di credito, senza conoscerne l'esatto ammontare.
Il Fondo è intestatario di beni per 2,21 miliardi di euro (al 15 settembre 2010), ma solo 891 milioni sono disponibili, questo perché vanno detratte:
- le risorse ormai acquisite dallo Stato, perché confiscate
- le somme da restituire agli aventi diritto perché dissequestrate
- le risorse non monetarie, come azioni e titoli, la cui valorizzazione richiede un passaggio attraverso il mercato.

Inoltre solo il 25% degli 891 milioni è effettivamente utilizzabile: il restante 75% a titolo precauzionale rimane conferito nel Fondo fino al termine del procedimento, per far fronte a eventuali cambiamenti delle sentenze nei vari gradi di giudizio.
La legge ha previsto che spetti ad un decreto del Presidente del Consiglio dei Ministri determinare ogni anno, entro il 30 aprile, la destinazione delle risorse del Fondo unico giustizia:
- minimo un terzo destinato al Ministero dell'Interno, per la tutela della sicurezza pubblica e del soccorso pubblico
- minimo un terzo destinato al funzionamento e al potenziamento degli uffici giudiziari e degli altri servizi istituzionali del Ministero della Giustizia
- il resto dovrà affluire all'entrata del bilancio dello Stato.

Con DPCM 30 novembre 2010 le quote sono diventate rispettivamente 49%, 49%, 2%.

### Statistiche
Al 30 giugno 2015 la dotazione del Fug ammonta a 3.71 miliardi di euro, di cui 1.51 liquidi.
Dal 2009 al 30 giugno 2015, ha versato in via definitiva nelle casse dello Stato 411.47 milioni di euro, a cui si aggiungono 90.95 milioni, pari agli utili derivanti dalla gestione finanziaria delle risorse. Inoltre, il Fug ha anche facoltà di anticipare allo Stato una parte delle risorse liquide sequestrate, in attesa della definizione dei processi. Alla data di cui sopra, questa cifra ammonta a 600.02 milioni di euro.